# كسينيا سانكوفيتش
كسينيا سانكوفيتش (البيلاروسية: Kseniya Andrejeŭna Sankovič ،  آسينكا: Ksienija Andrejeŭna Sankovič ؛ من مواليد 27 يوليو 1990) هي لاعبة جمباز إيقاعي بيلاروسية حصلت على ميدالية أولمبية مرتين في مسابقة المجموعة الشاملة، فازت بميدالية برونزية في منافسة المجموعة الشاملة في دورة الألعاب الأولمبية الصيفية 2008 في بكين، في بطولة العالم لعام 2009 فازت بميدالية الفضية في حدث مجموعة شاملة و حدث الجمباز باستخدام ثلاث شرائط وحبلين ، والميدالية البرونزية في حدث الجمباز باستخدام خمس أطواق. كررت المجموعة حصولها على الميداليات الفضية في بطولة العالم 2010.
في بطولة أوروبا 2012 كانت ضمن المجموعة التي فازت بالميدالية الفضية الشاملة والميدالية الذهبية في حدث الجمباز باستخدام ثلاث شرائط وطوقين. في الألعاب الأولمبية الصيفية 2012 في لندن، فازت بالميدالية الفضية في الحدث الشامل للمجموعة مع أعضاء المجموعة مارينا هانشاروفا وألينا توميلوفيتش وناتاليا ليشيك وأليكساندرا ناركيفيتش وأناستازيا إيفانكوفا.

## روابط خارجية
- كسينيا سانكوفيتش في الاتحاد الدولي للجمباز

- كسينيا سانكوفيتش في اللجنة الأولمبية الدولية